# قرش المطرقة الشراعي
قرش المطرقة الشراعي  هو قرش من فصيلة أبو مطرقة، وهو النوع الوحيد في جنس Eusphyra . تجتمع في خليج إيران والهند حتى الفليبين وجنوب أستراليا .

## مرفولوجيا
الحجم
- الحد الأقصى لطوله المعروف هو 186سم.
- رأسه له شكل خاص جدا على شكل جناح طائرة شراعية وقد يصل إلى ما يقرب من نصف طوله. دوره لا يزال غامضا، ويمكن أن يتدخل لتحسين التنقل القرش أو لزيادة دقة حواسه.

## مناطق تواجده
- يعيش هذا القرش في المياه المالحة والضحلة في المحيط الهندي وغرب المحيط الهادئ، ويتغذى أساسا على الأسماك الصغيرة وأيضا على القشريات والرخويات.

## الفوائد الأقتصادية
- هي من الأنواع التي يستهلكها البشر. الكبد هو الغني بالفيتامينات.

## وصلات خارجية
- موقع يهتم بالأنواع الحية
- موقع يتحدث عن قرش المطرقة الشراعي
- موقع يتحدث عن قرش الشراعي